# U-518
U-518 — большая океанская немецкая подводная лодка типа IX-C, времён Второй мировой войны.
Заказ на постройку лодки был отдан судостроительной компании «Дойче Верке» в Гамбурге 14 февраля 1940 года. Лодка была заложена 12 июня 1941 года под строительным номером 314, спущена на воду 11 февраля 1942 года, 25 апреля 1942 года под командованием фрегаттен-капитана Ганса-Гюнтера Брахманна вошла в состав учебной 4-й флотилии. 1 октября 1942 года вошла в состав 2-й флотилии, 1 ноября 1944 года вошла в состав 33-й флотилии.
Лодка совершила 7 боевых походов, в которых потопила 9 судов (55 747 брт) и повредила 3 судна (22 616 брт).
22 апреля 1945 года потоплена в северной Атлантике, к северо-западу от Азорских островов в районе с координатами 43°26′ с. ш. 38°23′ з. д. глубинными бомбами с американских эскортных миноносцев USS Carter и USS Neal A. Scott. Все 56 членов экипажа погибли.